# Annitella thuringica
Annitella thuringica är en nattsländeart som först beskrevs av Georg Ulmer 1909.  Annitella thuringica ingår i släktet Annitella och familjen husmasknattsländor. Inga underarter finns listade i Catalogue of Life.